# Midwest emo
El término Midwest emo o Midwestern emo, se ocupa para referirse a la escena y subgénero de emo que se desarrolló en el Medio Oeste de los Estados Unidos durante la década de 1990. Con el empleo de estilos vocales poco convencionales, riffs de guitarra distintivos y melodías arpegiadas, las bandas de Midwest emo se alejaron de las raíces hardcore punk del género y se acercaron a estilos como el del rock matemático e indie. De acuerdo al crítico y autor Andy Greenwald, «este fue el periodo en que el emo ganó muchos, si no es que todos, sus estereotipos que han perdurado hasta la actualidad: música colegial de guitarras cristalinas liderada por chicos con gafas, muy sentimentales y muy nerdos». Al Midwest emo también se le refiere por el término «second-wave» o «segunda ola» del emo. Pese a no estar implicado en el nombre, el Midwest emo no se ocupa únicamente para referirse a bandas y artistas del Medio Oeste de Estados Unidos.

## Características
De acuerdo al crítico Leor Galil del Chicago Reader, las bandas del Midwest emo «transformaron la furia angular del emo de [Washington] D. C. en algo moldeable, melódico y catártico; sus rasgos comunes incluían partes cíclicas de guitarra, líneas de bajo traqueteantes y voces poco convencionales que sonaban como un dulce niño vecino sin entrenamiento vocal pero con mucho corazón».
El Midwest emo también comparte características con el math rock, e incluye elementos del indie rock, como «progresiones de acordes sombrías» y melodías de guitarra arpegiadas. Según Norman Brannon, guitarrista de Texas Is the Reason, los álbumes de 1993 The Problem with Me, In on the Kill Taker y On the Mouth fueron especialmente influyentes en el desarrollo de la escena y «revisados por todas la bandas de la segunda ola emo que conocía».
A pesar de todo, los rasgos definibles del Midwest emo se han fusionado repetidamente con otros estilos de música independiente. Grupos como Promise Ring, the Get Up Kids y Appleseed Cast incorporaron elementos del folk, pop y post-rock a su música. De igual forma, bandas del emo revival, como The World Is a Beautiful Place & I Am No Longer Afraid to Die, implementaron el sonido del Midwest emo en géneros como el post-rock y la música orquestal. Otros grupos, como Everyone Asked About You, innovaron contra la heteronormatividad del género con la inserción de estilos como el twee pop.

## Historia

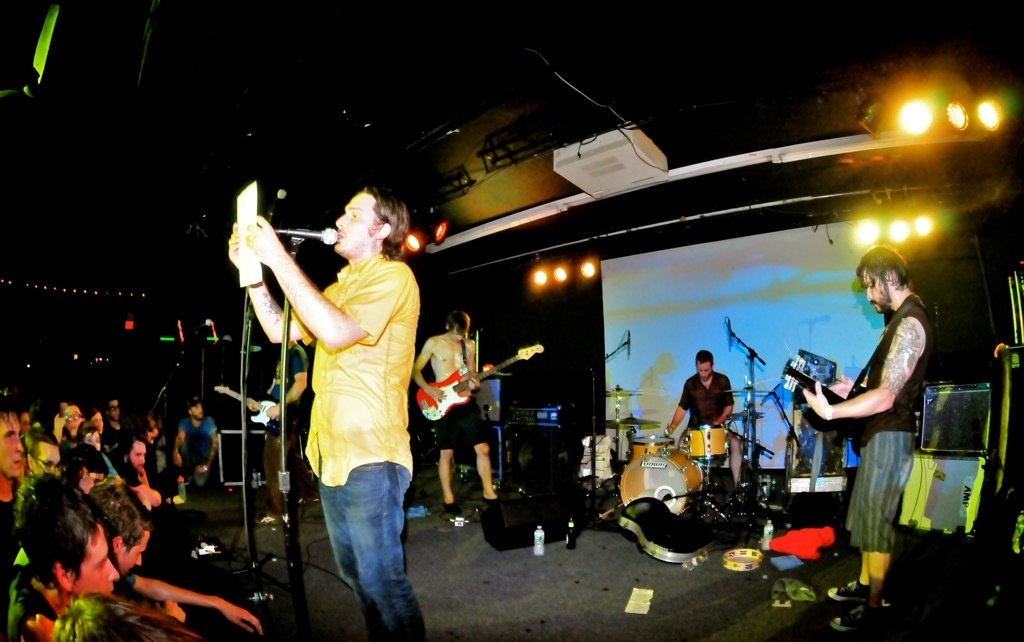
Cap'n Jazz en 2010

La escena del Midwest emo rozó la prominencia a mediados de los 90 con bandas como American Football, Chamberlain, The Promise Ring, Cap'n Jazz, Cursive, Mineral y The Get Up Kids. Braid también se considera un pilar fundamental en la difusión del género en los Estados Unidos. Algunos grupos intérpretes del Midwest emo no fueron necesariamente del Medio Oeste de Estados Unidos, por ejemplo Sunny Day Real Estate, oriundos de Seattle, o Mineral, de Texas.
El Midwest emo tuvo un notable resurgimiento a finales de los 2000, con sellos como Count Your Lucky Stars, y bandas como CSTVT, Oliver Houston, Into It. Over It., Algernon Cadwallader y Snowing. En la década de 2020, el Midwest emo se repopularizó como un meme a través de la plataforma TikTok.